# La Nava
La Nava è un comune spagnolo di 317 abitanti situato nella comunità autonoma dell'Andalusia.

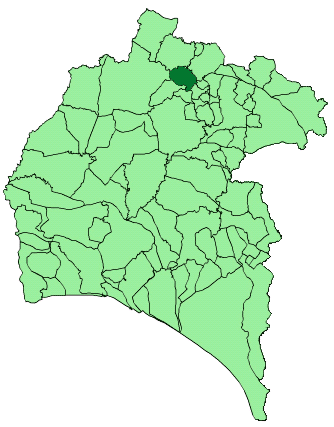
Mappa del comune nella provincia